# Lilium pinifolium
Lilium pinifolium là một loài thực vật có hoa trong họ Liliaceae. Loài này được L.J.Peng miêu tả khoa học đầu tiên năm 1985.